# Hérard Dumesle
Hérard Dumesle, né le 16 juin 1784 aux Cayes et mort le 22 juin 1858 à Kingston en Jamaïque, est une personnalité politique mulâtre haïtienne, écrivain, poète et journaliste.

## Biographie
Hérard Dumesle fut un militant actif de la vie politique haïtienne. Il participa à la bataille de San Domingo en 1805, à la bataille de Sibert (1er janvier 1807) et à l’expédition militaire du Môle (1808-1810).
En 1819, Hérard Dumesle fonde, aux Cayes un journal bimensuel L'Observateur dont il est le rédacteur en chef.

### Le politique
Hérard Dumesle élu député, il fut le chef de l’opposition parlementaire sous le régime du président Jean-Pierre Boyer. Il est exclu du parlement haïtien, en 1833, après un discours révolutionnaire. Hérard Dumesle et ses partisans ont dénoncé l'état anémique de l'économie de la Nation et de sa dépendance concomitante sur les marchandises importées. Ils ont également dédaigné l'adhésion des élites à la culture française et ont exhorté les Haïtiens à forger leur propre identité nationale. Leurs griefs contre le gouvernement de Jean-Pierre Boyer visent la corruption, le népotisme, la suppression de la liberté d'expression, et la politique par décret exécutif. Regroupés dans une fraternité, qu'ils ont baptisé "Société pour les droits de l'homme et du citoyen", le groupe de jeunes mulâtres appelèrent à mettre fin au régime de Boyer et pour l'établissement d'un gouvernement provisoire. 
Réélu quatre ans plus tard, il fut de nouveau exclu de l'Assemblée Nationale de Port-au-Prince et jeté en prison. À sa libération, il tenta de reprendre son siège de député, mais échoua.
Jean-Pierre Boyer rencontra une vive opposition à sa politique qui suscita une hostilité populaire. Un mouvement insurrectionnel, parti du village de Praslin, non loin de la ville des Cayes, et ayant à sa tête Charles Rivière Hérard, finit par avoir raison de lui: voyant l'insurrection près de triompher, Boyer se démit de la présidence en 1843 et se retira à la Jamaïque, puis en France, où il termina ses jours. Hérard Dumesle fut un des meneurs de la révolte de 1843, au triomphe de laquelle, il fut nommé secrétaire d’État de la guerre et des relations extérieure (1er janvier 1844) par le nouveau président d'Haïti Charles Rivière Hérard.
Quelques mois plus tard, le gouvernement de Charles Rivière Hérard est renversé. Hérard Dumesle et le président Rivière-Hérard sont bannis du territoire de la République d'Haïti par un arrêté du 21 mai 1844 signé du nouveau président Guerrier. Hérard Dumesle meurt en exil à Kingston le 22 juin 1858.

### L'écrivain de
Hérard Dumesle est classe parmi la période des pionniers de la littérature haitienne et a écrit plusieurs livres. Parmi les pionniers, c'est le seul qui a su évoquer le point de dééart de la Révolution de Saint-Domingue, malgré dans son style il mérite les mêmes reproches que les autres pionniers. 
- Macanda, recueil de poésie en prose sur la cérémonie de Bois-Caïman et à la gloire à l'esclave rebelle François Mackandal ;
- Réflexions politiques sur la mission de Fontange et Esmangart, publié en 1816 ;
- Voyage dans le Nord d’Haïti ou Révélation des lieux et des monuments historiques, publié en 1824.